# Илюшкинская
Илюшкинская — деревня в Калачинском районе Омской области России. Входит в состав Ивановского сельского поселения.

## География
Деревня находится в юго-восточной части Омской области, в лесостепной зоне, в пределах Барабинской низменности, на расстоянии примерно 28 километров (по прямой) к востоку-северо-востоку (ENE) от города Калачинск, административного центра района. Абсолютная высота — 107 метров над уровнем моря.

### Часовой пояс
Деревня Илюшкинская, как и вся Омская область, находится в часовой зоне МСК+3. Смещение применяемого времени относительно UTC составляет +6:00.

## Население
| 2002 | 2010 |
| ---- | ---- |
| 19   | ↘8   |

Гендерный состав
По данным Всероссийской переписи населения 2010 года в гендерной структуре населения мужчины составляли 87,5 %, женщины — соответственно 12,5 %.
Национальный состав
Согласно результатам переписи 2002 года, в национальной структуре населения русские составляли 79 %.

## Улицы
Уличная сеть деревни состоит из одной улицы (ул. Фермерская).